# Wyspa kochających lemurów
Wyspa kochających lemurów – zbiór dwudziestu ośmiu esejów podróżniczych autorstwa polskiego pisarza-podróżnika Arkadego Fiedlera wydany w 1957 roku i zilustrowany zdjęciami autora.

## Treść
W książce autor opisuje życie, relacje społeczne i kulturę rdzennych mieszkańców Madagaskaru – Malgaszów – oraz wpływu ekonomicznego i społecznego napływowej białej ludności europejskiej w XIX i XX wieku. Wśród licznych opisów rodzimej fauny na pierwszy plan wybija się ciepła, serdeczna relacja autora z lemurami trzymanymi w charakterze zwierząt udomowionych. Autor prezentuje pierwotne plemiona malgaskie z europejskiego punktu widzenia jako pełne niejasnych zabobonów (fadi), które czynią życie i śmierć członków wspólnoty bardzo nieprzewidywalnymi. Inną przedstawianą obserwacją jest specyficzny rytm pracy, a raczej częstego wypoczynku (mipetraka), który był nie do zwalczenia przez kolonizatorów próbujących zmotywować ludność do cięższej pracy.
Eseje zostały opublikowane po raz pierwszy w 1957 roku. Książka została przetłumaczona i wydana w języku serbochorwackim. Zbiór doczekał się też polskich wznowień.

## Zawartość
Na zbiór składa się 28 esejów:
1. Niepokojące uśmiechy
2. Wyspa, która wabi
3. Fale od wschodu
4. Czerwona stolica
5. Strach tropikalny
6. Fadi
7. Rova, królewski gród
8. Tragiczny kochanek królowej Madagaskaru
9. Pogańskie chrześcijaństwo
10. Ksiądz Jan Beyzym
11. Lateryt, różowe przekleństwo
12. Płodny Madagaskar
13. Rafia była piękna
14. Polacy na Madagaskarze
15. Bark – zwycięzca
16. Wari, lemur kochający
17. Bose nogi tańczą przeciw kawie
18. Malgaski mrok
19. Naszemu vazasze zleciał kask, eee!
20. Nocne tańce
21. Jadanikumba
22. Kawa, urocza awanturnica
23. Arabika, liberika
24. Mipetraka
25. Gonili dziewczyn
26. Boski, zły voay
27. Świętość i strzelba
28. Bokombolo był szary